# Az utolsó próba
Az utolsó próba (eredeti cím: The Last Face) 2016-os amerikai filmdráma, amelyet Erin Dignam forgatókönyvéből Sean Penn rendezett. A főbb szerepekben Charlize Theron, Javier Bardem, Adèle Exarchopoulos és Jean Reno látható.
A filmet beválasztották a 2016-os cannes-i fesztiválon az Arany Pálmáért folyó versenybe, és általánosságban negatív kritikák közepette debütált. Amerikában 2017. június 29-én mutatták be a mozikban. Magyarországon a Film Now mutatta be 2017. november 14-én.

## Cselekmény
Wren Peterson orvos és aktivista, aki Nyugat-Afrikában dolgozik a Doctors of the World szervezetben, amelyet néhai édesapja indított el sok évvel ezelőtt. Örömmel vezeti a szervezetet, de gyakran azon kapja magát, hogy negatívan hasonlítgatja magát apja eredményeihez. 2003-ban Wren találkozik Miguellel, a jóképű sebésszel, aki szintén a világ elszegényedett és háború sújtotta részein élő emberek gyógyításának szentelte magát. Ők ketten egymásba szeretnek, de Wren hamarosan rájön, hogy Miguelnek korábban szexuális kapcsolata volt az unokatestvérével, ami jelentősen hozzájárul a kapcsolatuk megromlásához.

## Szereplők
| Szerep          | Színész             | Magyar hang         |
| --------------- | ------------------- | ------------------- |
| Wren Petersen   | Charlize Theron     | Létay Dóra          |
| Miguel Leon     | Javier Bardem       | Fekete Ernő         |
| Ellen           | Adèle Exarchopoulos | Simonyi Réka        |
| Dr. Love        | Jean Reno           | Szilágyi Tibor      |
| Dr. John Farber | Jared Harris        | Szakács Tibor       |
| Marie           | Merritt Wever       | Tóth Szilvia Andrea |

### Magyar változat
- Bemondó: Endrédi Máté
- Magyar szöveg: Vajda Evelin
- Hangmérnök és vágó: Tóth Imre
- Gyártás- és produkciós vezető: Jávor Barbara
- Szinkronrendező: Kertész Andrea

A szinkront a Direct Dub Studios készítette.

## A film készítése
2014. április 10-én jelentették be, hogy Sean Penn rendezi a filmet, a főszerepeket pedig Charlize Theron és Javier Bardem kapta. A forgatás 2014. augusztus 1-jén kezdődött Fokvárosban.

## Bemutató
Világpremierje a 2016-os cannes-i fesztiválon volt, 2016. május 20-án. 2016. szeptember 8-án a Saban Films megvásárolta a film amerikai forgalmazási jogait. 2017. június 29-én mutatták be a DirecTV-n, majd 2017. július 28-án a Saban Films forgalmazásában a mozikban és Video on Demandon is megjelent.